# 懷特沃特鎮區 (密蘇里州開普吉拉多縣)
懷特沃特鎮區（英語：Whitewater Township）是位於美國密蘇里州開普吉拉多縣的一個行政鎮區。

## 地方資料
懷特沃特鎮區的面積為94.54平方千米，當中陸地面積為94.41平方千米，而水域面積為0.13平方千米。根據2020年美國人口普查的數據，當地共有人口1808人，而人口密度為每平方千米19.12人。